# Championnat d'Europe de football espoirs 2025
Navigation
Euro espoirs 2023 Euro espoirs 2027
Le Championnat d'Europe de football espoirs 2025 est la 25e édition du Championnat d'Europe de football espoirs, compétition organisée par l'UEFA et rassemblant seize équipes nationales masculines européennes des moins de 21 ans. Les joueurs nés après le 1er janvier 2002 peuvent y participer. Le tournoi se déroule du 11 au 28 juin 2025 en Slovaquie.
L'Angleterre vient pour défendre son titre de 2023.

## Organisation

### Sélection de l'hôte
Le Comité exécutif de l'UEFA a choisi la Slovaquie comme pays hôte le 25 janvier 2023. 

### Villes et stades
Les matches se déroulent sur huit sites dans huit villes différentes du pays.
| \| Bratislava Trnava Dunajská Streda Trenčín Žilina Košice Prešov Nitra \| |
| Bratislava Trnava Dunajská Streda Trenčín Žilina Košice Prešov Nitra       |

| Bratislava Trnava Dunajská Streda Trenčín Žilina Košice Prešov Nitra |

### Éliminatoires

#### Résultats par groupe de qualification
| Groupe A                                          | Groupe B                        | Groupe C                                   | Groupe D                       | Groupe E                          | Groupe F                                      | Groupe G                             | Groupe H                           | Groupe I                        |
| ------------------------------------------------- | ------------------------------- | ------------------------------------------ | ------------------------------ | --------------------------------- | --------------------------------------------- | ------------------------------------ | ---------------------------------- | ------------------------------- |
| Italie                                            | Espagne                         | Pays-Bas                                   | Allemagne Pologne              | Roumanie                          | Angleterre Ukraine                            | Portugal                             | Slovénie France                    | Danemark                        |
|                                                   |                                 | Géorgie                                    |                                | Finlande                          |                                               |                                      |                                    | Tchéquie                        |
| Norvège                                           | Belgique                        |                                            |                                |                                   |                                               | Croatie                              |                                    |                                 |
| République d'Irlande Turquie Lettonie Saint-Marin | Écosse Hongrie Kazakhstan Malte | Suède Macédoine du Nord Moldavie Gibraltar | Bulgarie Kosovo Estonie Israël | Suisse Albanie Monténégro Arménie | Serbie Irlande du Nord Luxembourg Azerbaïdjan | Grèce Îles Féroé Biélorussie Andorre | Autriche Chypre Bosnie-Herzégovine | Pays de Galles Islande Lituanie |

- Sélection directement qualifiée.
- Sélection qualifiée via les barrages.
- Sélection éliminée en barrages.
- Sélection directement éliminée.

## Acteurs de l'Euro

### Qualifiés
| Équipe     | Parcours                                  | Date de qualification | Participation | Meilleur résultat                                 |
| ---------- | ----------------------------------------- | --------------------- | ------------- | ------------------------------------------------- |
| Slovaquie  | Pays hôte                                 | 25 janvier 2023       | 3e            | Demi-finaliste (2000)                             |
| Pays-Bas   | Éliminatoires, groupe C - 1re place       | 9 septembre 2024      | 10e           | Vainqueur · (2006, 2007)                          |
| Espagne    | Éliminatoires, groupe B - 1re place       | 10 septembre 2024     | 17e           | Vainqueur · (1986, 1998, 2011, 2013, 2019)        |
| Portugal   | Éliminatoires, groupe G - 1re place       | 11 octobre 2024       | 11e           | Finaliste · (1994, 2015, 2021)                    |
| Allemagne  | Éliminatoires, groupe D - 1re place       | 11 octobre 2024       | 15e           | Vainqueur · (2009, 2017, 2021)                    |
| Danemark   | Éliminatoires, groupe I - 1re place       | 11 octobre 2024       | 10e           | Demi-finaliste · (1992, 2015)                     |
| Angleterre | Éliminatoires, groupe F - 1re place       | 11 octobre 2024       | 18e           | Vainqueur · (1982, 1984, 2023)                    |
| Ukraine    | Meilleurs deuxièmes de groupe - 1re place | 11 octobre 2024       | 4e            | Finaliste · (2006)                                |
| Roumanie   | Éliminatoires, groupe E - 1re place       | 15 octobre 2024       | 5e            | Demi-finaliste · (2019)                           |
| Pologne    | Meilleurs deuxièmes de groupe - 3e place  | 15 octobre 2024       | 8e            | Quart-de-finaliste (1982, 1984, 1986, 1992, 1994) |
| Slovénie   | Éliminatoires, groupe H - 1re place       | 15 octobre 2024       | 2e            | Phase de groupes (2021)                           |
| France     | Meilleurs deuxièmes de groupe - 2e place  | 15 octobre 2024       | 12e           | Vainqueur · (1988)                                |
| Italie     | Éliminatoires, groupe A - 1re place       | 15 octobre 2024       | 23e           | Vainqueur · (1992, 1994, 1996, 2000, 2004)        |
| Finlande   | Vainqueur du barrage 1                    | 19 novembre 2024      | 2e            | Phase de groupes (2009)                           |
| Tchéquie   | Vainqueur du barrage 2                    | 19 novembre 2024      | 10e           | Vainqueur · (2002)                                |
| Géorgie    | Vainqueur du barrage 3                    | 19 novembre 2024      | 2e            | Quart-de-finaliste (2023)                         |

### Tirage au sort
Le tirage au sort se déroule le 3 décembre 2024 à Bratislava. Les 16 équipes ont été réparties en quatre groupes de quatre équipes.
| Chapeau 1  | Chapeau 2 | Chapeau 3 | Chapeau 4 |
| ---------- | --------- | --------- | --------- |
| Espagne    | Allemagne | Danemark  | Géorgie   |
| Angleterre | France    | Roumanie  | Slovénie  |
| Portugal   | Ukraine   | Pologne   | Finlande  |
| Pays-Bas   | Italie    | Tchéquie  | Slovaquie |

## Phase de groupes

### Groupe A
| Rang | Équipe      | Pts | J | G | N | P | Bp | Bc | Diff |
| ---- | ----------- | --- | - | - | - | - | -- | -- | ---- |
| 1    | Espagne     | 7   | 3 | 2 | 1 | 0 | 6  | 4  | +2   |
| 2    | Italie      | 7   | 3 | 2 | 1 | 0 | 3  | 1  | +2   |
| 3    | Slovaquie H | 3   | 3 | 1 | 0 | 2 | 4  | 5  | -1   |
| 4    | Roumanie    | 0   | 3 | 0 | 0 | 3 | 2  | 5  | -3   |

#### 1rejournée
| 11 juin 2025 | Slovaquie                                 | 2 - 3   | Espagne                               | Tehelné pole, Bratislava                            |                                                     |
| 18h00        | Kopásek (en) 48e · Suslov 53e (pen.)      | (0 - 2) | 16e Pubill · 18e Joseph · 90e Tárrega | Spectateurs : 19 964 Arbitrage : Damian Sylwestrzak | Spectateurs : 19 964 Arbitrage : Damian Sylwestrzak |
| 18h00        | Suslov 38e · Hollý 54e · Kopásek (en) 86e | Rapport | 71e Turrientes                        | Spectateurs : 19 964 Arbitrage : Damian Sylwestrzak | Spectateurs : 19 964 Arbitrage : Damian Sylwestrzak |

| 11 juin 2025 | Italie       | 1 - 0   | Roumanie                   | Anton Malatinský Stadium, Trnava                |                                                 |
| 21h00        | Baldanzi 26e | (1 - 0) |                            | Spectateurs : 2 450 Arbitrage : Vassilis Fotias | Spectateurs : 2 450 Arbitrage : Vassilis Fotias |
| 21h00        | Fabbian 90e  | Rapport | 20e Munteanu · 47e Grameni | Spectateurs : 2 450 Arbitrage : Vassilis Fotias | Spectateurs : 2 450 Arbitrage : Vassilis Fotias |

#### 2ejournée
| 14 juin 2025 | Espagne                        | 2 - 1   | Roumanie                  | Tehelné pole, Bratislava                             |                                                      |
| 18h00        | Jauregizar 85e · Fernández 88e | (0 - 1) | 4e Munteanu               | Spectateurs : 10 023 Arbitrage : Sander van der Eijk | Spectateurs : 10 023 Arbitrage : Sander van der Eijk |
| 18h00        | Joseph 89e                     | Rapport | 42e Perianu · 84e Blănuță | Spectateurs : 10 023 Arbitrage : Sander van der Eijk | Spectateurs : 10 023 Arbitrage : Sander van der Eijk |

| 14 juin 2025 | Slovaquie               | 0 - 1   | Italie                                 | Anton Malatinský Stadium, Trnava                 |                                                  |
| 21h00        |                         | (0 - 1) | 7e Casadei                             | Spectateurs : 15 455 Arbitrage : Menad Minaković | Spectateurs : 15 455 Arbitrage : Menad Minaković |
| 21h00        | Jakubko 37e · Sauer 44e | Rapport | 44e Zanotti · 74e Ndour · 86e Koleosho | Spectateurs : 15 455 Arbitrage : Menad Minaković | Spectateurs : 15 455 Arbitrage : Menad Minaković |

#### 3ejournée
| 17 juin 2025 | Roumanie                                        | 1 - 2   | Slovaquie                               | Tehelné pole, Bratislava                               |                                                        |
| 21h00        | Akdağ 67e                                       | (0 - 1) | 11e Obert · 57e Suslov                  | Spectateurs : 17 058 Arbitrage : Manfredas Lukjančukas | Spectateurs : 17 058 Arbitrage : Manfredas Lukjančukas |
| 21h00        | Perianu 31e · Mihai 51e · Strata 69e · Ilie 90e | Rapport | 30e Nebyla · 84e Javorček · 86e Kopásek | Spectateurs : 17 058 Arbitrage : Manfredas Lukjančukas | Spectateurs : 17 058 Arbitrage : Manfredas Lukjančukas |

| 17 juin 2025 | Espagne                    | 1 - 1   | Italie                     | Anton Malatinský Stadium, Trnava                |                                                 |
| 21h00        | Rodríguez 53e              | (0 - 0) | 59e Pisilli                | Spectateurs : 12 573 Arbitrage : Nicholas Walsh | Spectateurs : 12 573 Arbitrage : Nicholas Walsh |
| 21h00        | Pubill 67e · Fernández 80e | Rapport | 40e Ghilardi · 57e Fazzini | Spectateurs : 12 573 Arbitrage : Nicholas Walsh | Spectateurs : 12 573 Arbitrage : Nicholas Walsh |

### Groupe B
| Rang | Équipe     | Pts | J | G | N | P | Bp | Bc | Diff |
| ---- | ---------- | --- | - | - | - | - | -- | -- | ---- |
| 1    | Allemagne  | 9   | 3 | 3 | 0 | 0 | 9  | 3  | +6   |
| 2    | Angleterre | 4   | 3 | 1 | 1 | 1 | 4  | 3  | +1   |
| 3    | Tchéquie   | 3   | 3 | 1 | 0 | 2 | 5  | 7  | -2   |
| 4    | Slovénie   | 1   | 3 | 0 | 1 | 2 | 0  | 5  | -5   |

#### 1rejournée
| 12 juin 2025 | Tchéquie | 1 - 3   | Angleterre                             | DAC Aréna, Dunajská Streda                     |                                                |
| 21h00        | Fila 51e | (0 - 1) | 39e Elliott · 48e Rowe · 76e Cresswell | Spectateurs : 8 087 Arbitrage : Elchin Masiyev | Spectateurs : 8 087 Arbitrage : Elchin Masiyev |
| 21h00        |          | Rapport | 1e Anderson                            | Spectateurs : 8 087 Arbitrage : Elchin Masiyev | Spectateurs : 8 087 Arbitrage : Elchin Masiyev |

| 12 juin 2025 | Allemagne                    | 3 - 0   | Slovénie                                                     | Nitra Stadium, Nitra                           |                                                |
| 21h00        | Woltemade 19e 42e 82e (pen.) | (2 - 0) |                                                              | Spectateurs : 2 708 Arbitrage : Jakob Sundberg | Spectateurs : 2 708 Arbitrage : Jakob Sundberg |
| 21h00        | Rosenfelder 52e              | Rapport | 34e Begić · 35e Razdrh · 47e Kuzmić · 56e Ostrc · 57e Ilenič | Spectateurs : 2 708 Arbitrage : Jakob Sundberg | Spectateurs : 2 708 Arbitrage : Jakob Sundberg |

#### 2ejournée
| 15 juin 2025 | Angleterre              | 0 - 0   | Slovénie | Nitra Stadium, Nitra                                |                                                     |
| 18h00        |                         | (0 - 0) |          | Spectateurs : 5 217 Arbitrage : Goga Kikacheishvili | Spectateurs : 5 217 Arbitrage : Goga Kikacheishvili |
| 18h00        | Elliott 9e · Morton 85e | Rapport |          | Spectateurs : 5 217 Arbitrage : Goga Kikacheishvili | Spectateurs : 5 217 Arbitrage : Goga Kikacheishvili |

| 15 juin 2025 | Tchéquie                                | 2 - 4   | Allemagne                                             | DAC Aréna, Dunajská Streda                     |                                                |
| 21h00        | Arrey-Mbi 61e (csc) · Spačil 66e        | (0 - 2) | 34e Tresoldi · 41e Nebel · 54e Woltemade · 59e Martel | Spectateurs : 7 870 Arbitrage : Alexis Herrera | Spectateurs : 7 870 Arbitrage : Alexis Herrera |
| 21h00        | Vydra 52e · Vecheta 89e · Koželuh 90+1e | Rapport | 40e Gruda · 86e Reitz · 90+1e Rosenfelder             | Spectateurs : 7 870 Arbitrage : Alexis Herrera | Spectateurs : 7 870 Arbitrage : Alexis Herrera |

#### 3ejournée
| 18 juin 2025 | Slovénie                 | 0 - 2   | Tchéquie                                                         | DAC Aréna, Dunajská Streda                   |                                              |
| 21h00        |                          | (0 - 0) | 48e Fila · 59e Sejk                                              | Spectateurs : 4 028 Arbitrage : Simone Sozza | Spectateurs : 4 028 Arbitrage : Simone Sozza |
| 21h00        | Golič 5e · Koželuh 90+5e | Rapport | 29e Suchomel · 61e Vydra · 77e Fila · 89e Vecheta · 90+5e Kuzmić | Spectateurs : 4 028 Arbitrage : Simone Sozza | Spectateurs : 4 028 Arbitrage : Simone Sozza |

| 18 juin 2025 | Angleterre  | 1 - 2   | Allemagne              | Nitra Stadium, Nitra                                |                                                     |
| 21h00        | A.Scott 76e | (0 - 2) | 3e Knauff · 33e Weiper | Spectateurs : 5 624 Arbitrage : Sander van der Eijk | Spectateurs : 5 624 Arbitrage : Sander van der Eijk |
| 21h00        | A.Scott 66e | Rapport |                        | Spectateurs : 5 624 Arbitrage : Sander van der Eijk | Spectateurs : 5 624 Arbitrage : Sander van der Eijk |

### Groupe C
| Rang | Équipe   | Pts | J | G | N | P | Bp | Bc | Diff |
| ---- | -------- | --- | - | - | - | - | -- | -- | ---- |
| 1    | Portugal | 7   | 3 | 2 | 1 | 0 | 9  | 0  | +9   |
| 2    | France   | 7   | 3 | 2 | 1 | 0 | 7  | 3  | +4   |
| 3    | Géorgie  | 3   | 3 | 1 | 0 | 2 | 4  | 8  | -4   |
| 4    | Pologne  | 0   | 3 | 0 | 0 | 3 | 2  | 11 | -9   |

#### 1rejournée
| 11 juin 2025 | Portugal                            | 0 - 0   | France                   | Sihoť Stadium, Trenčín                                |                                                       |
| 21h00        |                                     | (0 - 0) |                          | Spectateurs : 4 932 Arbitrage : Manfredas Lukjančukas | Spectateurs : 4 932 Arbitrage : Manfredas Lukjančukas |
| 21h00        | Nascimento 28e · Rodrigues (en) 29e | Rapport | 58e Doukouré · 82e Diouf | Spectateurs : 4 932 Arbitrage : Manfredas Lukjančukas | Spectateurs : 4 932 Arbitrage : Manfredas Lukjančukas |

| 11 juin 2025 | Pologne                              | 1 - 2   | Géorgie                                                                             | MŠK Žilina Stadium, Žilina                       |                                                  |
| 21h00        | Kałuziński 73e (pen.)                | (0 - 0) | 55e Lominadze (en) · 90+4e Gordeziani (en)                                          | Spectateurs : 2 218 Arbitrage : Alessandro Dudic | Spectateurs : 2 218 Arbitrage : Alessandro Dudic |
| 21h00        | Marczuk 26e · Pieńko 73e · Skiba 78e | Rapport | 6e Azarovi · 49e Maisuradze (en) · 67e Kvernadze · 73e Mamageishvili · 75e Gagnidze | Spectateurs : 2 218 Arbitrage : Alessandro Dudic | Spectateurs : 2 218 Arbitrage : Alessandro Dudic |

#### 2ejournée
| 14 juin 2025 | Portugal                                               | 5 - 0   | Pologne        | Sihoť Stadium, Trenčín                     |                                            |
| 21h00        | Quenda 16e 24e · Araújo 30e · Bernardo 41e · Gomes 63e | (4 - 0) |                | Spectateurs : 4 469 Arbitrage : Nick Walsh | Spectateurs : 4 469 Arbitrage : Nick Walsh |
| 21h00        | Lamba 32e · Muniz 57e                                  | Rapport | 82e Kałuziński | Spectateurs : 4 469 Arbitrage : Nick Walsh | Spectateurs : 4 469 Arbitrage : Nick Walsh |

| 14 juin 2025 | France                                       | 3 - 2   | Géorgie                      | MŠK Žilina Stadium, Žilina                     |                                                |
| 21h00        | Tel 35e (pen.) · Lepenant 89e · Barry 90+12e | (1 - 0) | 76e Abuashvili · 84e Sazonov | Spectateurs : 3 687 Arbitrage : Jakob Sundberg | Spectateurs : 3 687 Arbitrage : Jakob Sundberg |
| 21h00        | Lepenant 13e                                 | Rapport | 34e Sazonov · 43e Lominadze  | Spectateurs : 3 687 Arbitrage : Jakob Sundberg | Spectateurs : 3 687 Arbitrage : Jakob Sundberg |

#### 3ejournée
| 17 juin 2025 | Géorgie                                                          | 0 - 4   | Portugal                                                    | Sihoť Stadium, Trenčín                         |                                                |
| 18h00        |                                                                  | (0 - 1) | 24e Pinheiro · 62e Quenda · 87e Gomes · 90+5e (pen.) Araújo | Spectateurs : 4 573 Arbitrage : Elchin Masiyev | Spectateurs : 4 573 Arbitrage : Elchin Masiyev |
| 18h00        | Odisharia 5e · Kvernadze 53e · Mamageishvili 55e · Lominadze 72e | Rapport | 45+1e Fernandes · 57e Mateus                                | Spectateurs : 4 573 Arbitrage : Elchin Masiyev | Spectateurs : 4 573 Arbitrage : Elchin Masiyev |

| 17 juin 2025 | France                                | 4 - 1   | Pologne                                                                                  | MŠK Žilina Stadium, Žilina                      |                                                 |
| 18h00        | Zézé 24e · Cissé 19e 29e · Abline 24e | (3 - 0) | 61e Mosór                                                                                | Spectateurs : 7 288 Arbitrage : Nenad Minaković | Spectateurs : 7 288 Arbitrage : Nenad Minaković |
| 18h00        | Agoumé 60e · Lemaréchal 90e           | Rapport | 19e Fornalczyk · 37e Kozubal · 58e Kozłowski · 65e Bejger · 75e Łęgowski · 78e Kowalczyk | Spectateurs : 7 288 Arbitrage : Nenad Minaković | Spectateurs : 7 288 Arbitrage : Nenad Minaković |

### Groupe D
| Rang | Équipe   | Pts | J | G | N | P | Bp | Bc | Diff |
| ---- | -------- | --- | - | - | - | - | -- | -- | ---- |
| 1    | Danemark | 7   | 3 | 2 | 1 | 0 | 7  | 5  | +2   |
| 2    | Pays-Bas | 4   | 3 | 1 | 1 | 1 | 5  | 4  | +1   |
| 3    | Ukraine  | 3   | 3 | 1 | 0 | 2 | 4  | 5  | -1   |
| 4    | Finlande | 2   | 3 | 0 | 2 | 1 | 4  | 6  | -2   |

#### 1rejournée
| 12 juin 2025 | Ukraine                    | 2 - 3   | Danemark                              | Tatran Arena, Prešov                                |                                                     |
| 18h00        | Voloshyn 22e · Braharu 78e | (1 - 0) | 62e Bischoff · 81e Bøving · 85e Osula | Spectateurs : 5 458 Arbitrage : Goga Kikacheishvili | Spectateurs : 5 458 Arbitrage : Goga Kikacheishvili |
| 18h00        | Roman 33e · Braharu 54e    | Rapport | 48e Bak Jensen                        | Spectateurs : 5 458 Arbitrage : Goga Kikacheishvili | Spectateurs : 5 458 Arbitrage : Goga Kikacheishvili |

| 12 juin 2025 | Finlande                                   | 2 - 2   | Pays-Bas                 | Košice Football Arena, Košice                  |                                                |
| 21h00        | Terho 25e · Keskinen 28e                   | (2 - 0) | 59e Valente · 90+3e Poku | Spectateurs : 7 369 Arbitrage : Alexis Herrera | Spectateurs : 7 369 Arbitrage : Alexis Herrera |
| 21h00        | Koski 1e · Markhiyev 19e · Bergström 90+1e | Rapport | 53e Rensch               | Spectateurs : 7 369 Arbitrage : Alexis Herrera | Spectateurs : 7 369 Arbitrage : Alexis Herrera |

#### 2ejournée
| 15 juin 2025 | Finlande  | 0 - 2   | Ukraine                                                  | Košice Football Arena, Košice                    |                                                  |
| 18h00        |           | (0 - 1) | 28e Vanat · 49e Braharu                                  | Spectateurs : 8 636 Arbitrage : Alessandro Dudic | Spectateurs : 8 636 Arbitrage : Alessandro Dudic |
| 18h00        | Koski 80e | Rapport | 66e Yarmolyuk · 71e Salyuk · 74e Mykhavko · 90+1e Brajko | Spectateurs : 8 636 Arbitrage : Alessandro Dudic | Spectateurs : 8 636 Arbitrage : Alessandro Dudic |

| 15 juin 2025 | Pays-Bas              | 1 - 2   | Danemark      | Tatran Arena, Prešov                         |                                              |
| 21h00        | Provstgaard 19e (csc) | (1 - 1) | 35e 47e Osula | Spectateurs : 5 484 Arbitrage : Simone Sozza | Spectateurs : 5 484 Arbitrage : Simone Sozza |
| 21h00        | Taylor 89e            | Rapport | 60e Bischoff  | Spectateurs : 5 484 Arbitrage : Simone Sozza | Spectateurs : 5 484 Arbitrage : Simone Sozza |

#### 3ejournée
| 18 juin 2025 | Danemark       | 2 - 2   | Finlande                  | Košice Football Arena, Košice                      |                                                    |
| 18h00        | Harder 10e 68e | (1 - 0) | 73e Skyttä · 82e Keskinen | Spectateurs : 6 940 Arbitrage : Damian Sylwestrzak | Spectateurs : 6 940 Arbitrage : Damian Sylwestrzak |
| 18h00        |                | Rapport | 44e Terho · 69e Väänänen  | Spectateurs : 6 940 Arbitrage : Damian Sylwestrzak | Spectateurs : 6 940 Arbitrage : Damian Sylwestrzak |

| 18 juin 2025 | Pays-Bas                                  | 2 - 0   | Ukraine                         | Tatran Arena, Prešov                            |                                                 |
| 18h00        | Valente 34e · van Bergen 57e              | (1 - 0) |                                 | Spectateurs : 5 216 Arbitrage : Vassilis Fotias | Spectateurs : 5 216 Arbitrage : Vassilis Fotias |
| 18h00        | Maatsen 37e · van Bergen 51e · Regeer 81e | Rapport | 48e Vivcharenko · 59e Ocheretko | Spectateurs : 5 216 Arbitrage : Vassilis Fotias | Spectateurs : 5 216 Arbitrage : Vassilis Fotias |

## Tableau final
|  | Quarts de finale                                | Quarts de finale                                | Quarts de finale                                | Quarts de finale                                |            |            | Demi-finales                            | Demi-finales                            | Demi-finales                            | Demi-finales                            |  |  | Finale                                  | Finale                                  | Finale                                  | Finale                                  |
|  |                                                 |                                                 |                                                 |                                                 |            |            |                                         |                                         |                                         |                                         |  |  |                                         |                                         |                                         |                                         |
|  | 21 juin 2025 - Anton Malatinský Stadium, Trnava | 21 juin 2025 - Anton Malatinský Stadium, Trnava | 21 juin 2025 - Anton Malatinský Stadium, Trnava | 21 juin 2025 - Anton Malatinský Stadium, Trnava |            |            | 25 juin 2025 - Tehelné pole, Bratislava | 25 juin 2025 - Tehelné pole, Bratislava | 25 juin 2025 - Tehelné pole, Bratislava | 25 juin 2025 - Tehelné pole, Bratislava |  |  | 28 juin 2025 - Tehelné pole, Bratislava | 28 juin 2025 - Tehelné pole, Bratislava | 28 juin 2025 - Tehelné pole, Bratislava | 28 juin 2025 - Tehelné pole, Bratislava |
|  | 21 juin 2025 - Anton Malatinský Stadium, Trnava | 21 juin 2025 - Anton Malatinský Stadium, Trnava | 21 juin 2025 - Anton Malatinský Stadium, Trnava | 21 juin 2025 - Anton Malatinský Stadium, Trnava |            |            | 25 juin 2025 - Tehelné pole, Bratislava | 25 juin 2025 - Tehelné pole, Bratislava | 25 juin 2025 - Tehelné pole, Bratislava | 25 juin 2025 - Tehelné pole, Bratislava |  |  | 28 juin 2025 - Tehelné pole, Bratislava | 28 juin 2025 - Tehelné pole, Bratislava | 28 juin 2025 - Tehelné pole, Bratislava | 28 juin 2025 - Tehelné pole, Bratislava |
|  | 1A                                              | Espagne                                         | 1                                               | 1                                               |            |            | 25 juin 2025 - Tehelné pole, Bratislava | 25 juin 2025 - Tehelné pole, Bratislava | 25 juin 2025 - Tehelné pole, Bratislava | 25 juin 2025 - Tehelné pole, Bratislava |  |  | 28 juin 2025 - Tehelné pole, Bratislava | 28 juin 2025 - Tehelné pole, Bratislava | 28 juin 2025 - Tehelné pole, Bratislava | 28 juin 2025 - Tehelné pole, Bratislava |
|  | 1A                                              | Espagne                                         | 1                                               | 1                                               |            |            | 25 juin 2025 - Tehelné pole, Bratislava | 25 juin 2025 - Tehelné pole, Bratislava | 25 juin 2025 - Tehelné pole, Bratislava | 25 juin 2025 - Tehelné pole, Bratislava |  |  | 28 juin 2025 - Tehelné pole, Bratislava | 28 juin 2025 - Tehelné pole, Bratislava | 28 juin 2025 - Tehelné pole, Bratislava | 28 juin 2025 - Tehelné pole, Bratislava |
|  | 2B                                              | Angleterre                                      | 3                                               | 3                                               |            |            | 25 juin 2025 - Tehelné pole, Bratislava | 25 juin 2025 - Tehelné pole, Bratislava | 25 juin 2025 - Tehelné pole, Bratislava | 25 juin 2025 - Tehelné pole, Bratislava |  |  | 28 juin 2025 - Tehelné pole, Bratislava | 28 juin 2025 - Tehelné pole, Bratislava | 28 juin 2025 - Tehelné pole, Bratislava | 28 juin 2025 - Tehelné pole, Bratislava |
|  | 2B                                              | Angleterre                                      | 3                                               | 3                                               | Angleterre | Angleterre | 2                                       | 2                                       |                                         |                                         |  |  | 28 juin 2025 - Tehelné pole, Bratislava | 28 juin 2025 - Tehelné pole, Bratislava | 28 juin 2025 - Tehelné pole, Bratislava | 28 juin 2025 - Tehelné pole, Bratislava |
|  | 21 juin 2025 - MŠK Žilina Stadium, Žilina       |                                                 |                                                 |                                                 | Angleterre | Angleterre | 2                                       | 2                                       |                                         |                                         |  |  | 28 juin 2025 - Tehelné pole, Bratislava | 28 juin 2025 - Tehelné pole, Bratislava | 28 juin 2025 - Tehelné pole, Bratislava | 28 juin 2025 - Tehelné pole, Bratislava |
|  |                                                 |                                                 | Pays-Bas                                        | Pays-Bas                                        | 1          | 1          |                                         |                                         |                                         |                                         |  |  | 28 juin 2025 - Tehelné pole, Bratislava | 28 juin 2025 - Tehelné pole, Bratislava | 28 juin 2025 - Tehelné pole, Bratislava | 28 juin 2025 - Tehelné pole, Bratislava |
|  | 1C                                              | Portugal                                        | Pays-Bas                                        | Pays-Bas                                        | 1          | 1          | 0                                       | 0                                       |                                         |                                         |  |  | 28 juin 2025 - Tehelné pole, Bratislava | 28 juin 2025 - Tehelné pole, Bratislava | 28 juin 2025 - Tehelné pole, Bratislava | 28 juin 2025 - Tehelné pole, Bratislava |
|  | 1C                                              | Portugal                                        | 25 juin 2025 - Košice Football Arena, Košice    |                                                 |            |            | 0                                       | 0                                       |                                         |                                         |  |  | 28 juin 2025 - Tehelné pole, Bratislava | 28 juin 2025 - Tehelné pole, Bratislava | 28 juin 2025 - Tehelné pole, Bratislava | 28 juin 2025 - Tehelné pole, Bratislava |
|  | 2D                                              | Pays-Bas                                        | 1                                               | 1                                               |            |            |                                         |                                         |                                         |                                         |  |  | 28 juin 2025 - Tehelné pole, Bratislava | 28 juin 2025 - Tehelné pole, Bratislava | 28 juin 2025 - Tehelné pole, Bratislava | 28 juin 2025 - Tehelné pole, Bratislava |
|  | 2D                                              | Pays-Bas                                        | 1                                               | 1                                               | Angleterre | Angleterre | 3 ap                                    | 3 ap                                    |                                         |                                         |  |  |                                         |                                         |                                         |                                         |
|  | 22 juin 2025 - DAC Aréna, Dunajská Streda       |                                                 |                                                 |                                                 | Angleterre | Angleterre | 3 ap                                    | 3 ap                                    |                                         |                                         |  |  |                                         |                                         |                                         |                                         |
|  |                                                 |                                                 | Allemagne                                       | Allemagne                                       | 2          | 2          |                                         |                                         |                                         |                                         |  |  |                                         |                                         |                                         |                                         |
|  | 1B                                              | Allemagne                                       | Allemagne                                       | Allemagne                                       | 2          | 2          | 3 ap                                    | 3 ap                                    |                                         |                                         |  |  |                                         |                                         |                                         |                                         |
|  | 1B                                              | Allemagne                                       |                                                 |                                                 |            |            |                                         |                                         |                                         |                                         |  |  |                                         |                                         |                                         |                                         |
|  | 2A                                              | Italie                                          | 2                                               | 2                                               |            |            |                                         |                                         |                                         |                                         |  |  |                                         |                                         |                                         |                                         |
|  | 2A                                              | Italie                                          | 2                                               | 2                                               | Allemagne  | Allemagne  | 3                                       | 3                                       |                                         |                                         |  |  |                                         |                                         |                                         |                                         |
|  | 22 juin 2025 - Tatran Arena, Prešov             |                                                 |                                                 |                                                 | Allemagne  | Allemagne  | 3                                       | 3                                       |                                         |                                         |  |  |                                         |                                         |                                         |                                         |
|  |                                                 |                                                 | France                                          | France                                          | 0          | 0          |                                         |                                         |                                         |                                         |  |  |                                         |                                         |                                         |                                         |
|  | 1D                                              | Danemark                                        | France                                          | France                                          | 0          | 0          | 2                                       | 2                                       |                                         |                                         |  |  |                                         |                                         |                                         |                                         |
|  | 1D                                              | Danemark                                        |                                                 |                                                 |            |            |                                         | 2                                       |                                         |                                         |  |  |                                         |                                         |                                         |                                         |
|  | 2C                                              | France                                          | 3                                               | 3                                               |            |            |                                         |                                         |                                         |                                         |  |  |                                         |                                         |                                         |                                         |
|  | 2C                                              | France                                          | 3                                               | 3                                               |            |            |                                         |                                         |                                         |                                         |  |  |                                         |                                         |                                         |                                         |
|  |                                                 |                                                 |                                                 |                                                 |            |            |                                         |                                         |                                         |                                         |  |  |                                         |                                         |                                         |                                         |

### Quarts de finale
| Match 26           | Portugal                                    | 0 - 1   | Pays-Bas                                               | MŠK Žilina Stadium, Žilina                          |                                                     |
| 21 juin 2025 18h00 |                                             | (0 - 0) | 84e Poku                                               | Spectateurs : 7 117 Arbitrage : Goga Kikacheishvili | Spectateurs : 7 117 Arbitrage : Goga Kikacheishvili |
| 21 juin 2025 18h00 | Gustavo Sá 64e · Santos 90+2e · Forbs 90+5e | Rapport | 21e van Bommel · 30e Rensch · 50e Taylor · 90+4e Roefs | Spectateurs : 7 117 Arbitrage : Goga Kikacheishvili | Spectateurs : 7 117 Arbitrage : Goga Kikacheishvili |

| Match 25           | Espagne                   | 1 - 3   | Angleterre                                         | Anton Malatinský Stadium, Trnava             |                                              |
| 21 juin 2025 21h00 | Guerra 39e (pen.)         | (1 - 2) | 10e McAtee · 15e Elliott · 90+4e (pen.) E.Anderson | Spectateurs : 8 247 Arbitrage : Simone Sozza | Spectateurs : 8 247 Arbitrage : Simone Sozza |
| 21 juin 2025 21h00 | Santi 90+1e · Marín 90+5e | Rapport | 34e Morton · 86e Rowe · 90+5e McAtee               | Spectateurs : 8 247 Arbitrage : Simone Sozza | Spectateurs : 8 247 Arbitrage : Simone Sozza |

| Match 28           | Danemark                    | 2 - 3   | France                           | Futbal Tatran Arena, Prešov                         |                                                     |
| 22 juin 2025 18h00 | Bischoff 18e · Sørensen 49e | (1 - 1) | 44e Cissé · 84e Merlin · 85e Tel | Spectateurs : 5 513 Arbitrage : Sander van der Eijk | Spectateurs : 5 513 Arbitrage : Sander van der Eijk |
| 22 juin 2025 18h00 | Provstgaard 27e             | Rapport |                                  | Spectateurs : 5 513 Arbitrage : Sander van der Eijk | Spectateurs : 5 513 Arbitrage : Sander van der Eijk |

| Match 27           | Allemagne                              | 3 - 2 a. p.           | Italie                                                                                          | DAC Aréna, Dunajská Streda                            |                                                       |
| 22 juin 2025 21h00 | Woltemade 68e · Weiper 87e · Röhl 117e | (0 - 0, 2 - 2, 2 - 2) | 58e Koleosho · 90+6e Ambrosino                                                                  | Spectateurs : 6 503 Arbitrage : Manfredas Lukjančukas | Spectateurs : 6 503 Arbitrage : Manfredas Lukjančukas |
| 22 juin 2025 21h00 | Brown 90+3e                            | Rapport               | 16e Pirola · 28e Koleosho · 80e Gnonto · 90e Zanotti · 90e Prati · 120e Kayode · 120+1e Casadei | Spectateurs : 6 503 Arbitrage : Manfredas Lukjančukas | Spectateurs : 6 503 Arbitrage : Manfredas Lukjančukas |

### Demi-finales
| Match 29           | Angleterre      | 2 - 1   | Pays-Bas | Tehelné pole, Bratislava                         |                                                  |
| 25 juin 2025 18h00 | Elliott 63e 86e | (0 - 0) | 72e Ohio | Spectateurs : 14 719 Arbitrage : Vassilis Fotias | Spectateurs : 14 719 Arbitrage : Vassilis Fotias |
| 25 juin 2025 18h00 | Anderson 45+1e  | Rapport | 78e Goes | Spectateurs : 14 719 Arbitrage : Vassilis Fotias | Spectateurs : 14 719 Arbitrage : Vassilis Fotias |

| Match 30           | Allemagne                               | 3 - 0   | France                                                 | Košice Football Arena, Košice                   |                                                 |
| 25 juin 2025 21h00 | Weiper 8e · Woltemade 14e · Gruda 90+3e | (2 - 0) |                                                        | Spectateurs : 11 913 Arbitrage : Nicholas Walsh | Spectateurs : 11 913 Arbitrage : Nicholas Walsh |
| 25 juin 2025 21h00 | Gruda 76e · Martel 86e                  | Rapport | 33e Doukouré · 56e Lepenant · 63e Magassa · 85e Lukeba | Spectateurs : 11 913 Arbitrage : Nicholas Walsh | Spectateurs : 11 913 Arbitrage : Nicholas Walsh |

### Finale
| Match 31           | Angleterre                                  | 3 - 2 ap | Allemagne                | Tehelné pole, Bratislava                             |                                                      |
| 28 juin 2025 21h00 | Elliott 5e · Hutchinson 24e · Rowe 92e      | (2 - 1)  | 45+1e Weiper · 61e Nebel | Spectateurs : 19 153 Arbitrage : Sander van der Eijk | Spectateurs : 19 153 Arbitrage : Sander van der Eijk |
| 28 juin 2025 21h00 | Scott 43e · Iling-Junior 113e · Beadle 115e | Rapport  | 37e Martel               | Spectateurs : 19 153 Arbitrage : Sander van der Eijk | Spectateurs : 19 153 Arbitrage : Sander van der Eijk |

## Statistiques

### 6 buts
- Nick Woltemade

### 5 buts
- Harvey Elliott

### 4 buts
- Nelson Weiper

### 3 buts
- William Osula
- Djaoui Cissé
- Mathys Tel
- Geovany Quenda

### 2 buts
- Paul Nebel
- Jonathan Rowe
- Clement Bischoff
- Ernest Poku
- Rodrigo Gomes
- Henrique Araújo
- Daniel Fila
- Tomáš Suslov
- Maksym Braharu

### 1 but
- Nicolò Tresoldi
- Eric Martel
- Ansgar Knauff
- Merlin Röhl
- Brajan Gruda
- Charlie Cresswell
- Alex Scott
- James McAtee
- Elliot Anderson
- Omari Hutchinson
- William Bøving
- Oliver Sørensen
- Marc Pubill
- Mateo Joseph
- César Tárrega
- Mikel Jauregizar
- Roberto Fernández
- Jesús Rodríguez
- Javi Guerra
- Casper Terho
- Topi Keskinen
- Johann Lepenant
- Thierno Barry
- Nathan Zézé
- Matthis Abline
- Quentin Merlin
- Nodar Lominadze (en)
- Vasilios Gordeziani (en)
- Giorgi Abuashvili
- Saba Sazonov
- Tommaso Baldanzi
- Cesare Casadei
- Niccolò Pisilli
- Luca Koleosho
- Giuseppe Ambrosino
- Luciano Valente
- Noah Ohio
- Jakub Kałuziński
- Paulo Bernardo
- Rodrigo Pinheiro
- Bright Arrey-Mbi
- Karel Spačil
- Václav Sejk
- Louis Munteanu
- Ümit Akdağ
- Samuel Kopásek (en)
- Adam Obert
- Nazar Voloshyn
- Vladyslav Vanat

### but contre son camp(csc)
- Oliver Provstgaard